# Rivenzi
Rivenzi, de son vrai nom Théo Reunbot, né à Plouhinec (Finistère), est un streameur français, diffusant du contenu en lien avec le jeu vidéo, l'histoire, le sport et l'e-sport.

## Biographie

### Jeunesse et formation
Rivenzi, de son vrai nom Théo Reunbot, naît à Plouhinec, dans le Finistère, en Bretagne. Ayant pratiqué le football pendant cinq ans, il est également ceinture marron de judo.
Il est titulaire de deux licences, une d'histoire et une d'histoire de l'art,,, à l'Université de Bretagne-Occidentale de Quimper. Il est accepté dans une école de journalisme à l'IUT de Tours, mais ne suit pas cette formation ; il effectue néanmoins des études de journalisme et des stages en radio.

## Activité de streameur

### Commentateur sportif et e-sportif
Rivenzi est commentateur de compétitions sportives et e-sportives. Il débute en 2017 en tant que commentateur du jeu Overwatch,. Il a notamment commenté avec Gaël Monfils le tournoi « Roland-Garros eSeries », sur le jeu vidéo Tennis World Tour 2,. 
Il présente hebdomadairement deux émissions, sur Twitch, ayant pour thématique le sport. La première est Samedi Sport, présentée sur sa chaine personnelle, en compagnie des streameurs PoneeeyClub et Yann-Cj23,,. La seconde est House of Sports, diffusée sur la web TV LeStream,. Il a également animé l'émission Passe D sur la chaine Twitch de la Ligue de football professionnel,.
Dans le cadre du Z Event de 2022, Rivenzi participe à un combat de catch en équipe, avec le catcheur français Kuro, face à l'équipe « Montazac », composée du catcheur Aigle Blanc et du streameur Ponce, qui remporte l'affrontement. Il participe également, aux côtés de Christophe Agius et Philippe Chéreau, aux commentaires du show WWE Raw diffusé sur AB1 le 5 avril 2023. Il anime des programmes sur la chaîne digitale de France Télévisions durant les Jeux Olympiques de Paris 2024 ou durant le tournoi de Roland Garros 2025.

### Vulgarisateur historique
Rivenzi présente sur sa chaine Twitch l'émission Live histoire, au cours de laquelle il évoque, souvent accompagné d'un spécialiste, un sujet historique,,.
Avec Hycarius, créateur de la chaine YouTube Histoire appliquée, il coanime l'émission Quelle aventure, dans laquelle ils visionnent un épisode de l'émission de vulgarisation historique éponyme de Frédéric Courant et Jamy Gourmaud. Ils y critiquent les erreurs de reconstitutions, rectifient certains propos et montrent les problèmes de bibliographie,.
Rivenzi et Hycarius animent également une série de lives où le premier essaie différents équipements historiques reconstitués appartenant au second. Ils collaborent également à plusieurs reprises avec le Musée de l'Armée de Paris : une première fois le 9 décembre 2020, avec une visite du musée et des collections, puis une deuxième fois le 8 mai 2021, avec un live sur le jeu vidéo Napoleon: Total War, en compagnie de conservateurs du musée. D'autres institutions culturelles collaborent avec lui, comme le musée Soulages.

### Streameur de jeux vidéo
Rivenzi diffuse sur sa chaine des Let's Play, soit des lives où il découvre un jeu vidéo : celui-ci est parfois en lien avec l'histoire, comme la série Assassin's Creed, sur laquelle il apporte regard critique quant à certains anachronismes et représentations caricaturales,.
En 2019, accompagné du streameur Ponce et de leur ami Manu, il effectue un « Tour de France du Jeu vidéo » : pendant trois semaines, ils retransmettent en direct, sur la chaine Twitch de Ponce, leurs balades dans différentes villes françaises et leurs rencontres avec plusieurs acteurs de l'industrie vidéoludique française.
Rivenzi participe aux éditions 2020 (pour la web TV LeStream), 2021, 2022 et 2024 du Z Event.